# アナイリン・ベヴァン

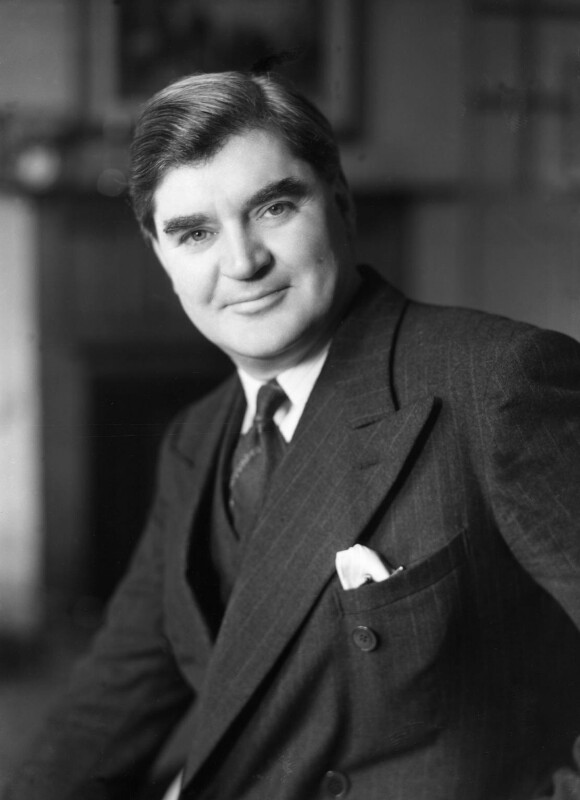
アナイリン・べヴァン(1943年)

アナイリン・ベヴァン (英:Aneurin Bevan、1897年11月15日 – 1960年7月6日)は、ウェールズ系のイギリスの政治家。労働党左派に属する。通称はナイ・ベヴァン (Nye Bevan)。

## 経歴
炭鉱夫の息子であったベヴァンは、生涯を通して社会正義と労働者の権利の擁護者であり、民主社会主義の立場に立った 。南ウェールズのエブ・ベール選出の国会議員として31年にわたって活動した。ベヴァンはアトリー内閣の保健大臣 (在任:1945年～1951年)として画期的な国民保健サービス(NHS)を導入したことで知られている。ベヴァンは労働党内左派の立場から、基幹産業の国有化の推進を強く主張し、民間でも十分立ち行き可能で、国有化するか否か党内で紛糾した鉄鋼業についても、それの国有化を強く主張した。その後、アトリー内閣がNHSに当てる予算を削減したことに反発して保健大臣を辞職し、労働党内の左派 (ベヴァナイト)を率い副党首となった。
ベヴァンは共産圏寄りの主張したことで知られる。労働党単独のアトリー政権は朝鮮戦争で韓国救援のためイギリス軍を派遣したが、戦費がイギリスの財政に重くのしかかるようになった。アトリー政権下で医療費の国民負担は無料となっていたが、それの一部有料化案が党内右派から提案されると、ベヴァンは首相のアトリーが朝鮮戦争への介入を決定して軍事費を増大させたことが財政悪化の原因であると首相を非難し、ジョン・フリーマン、ハロルド・ウィルソンらと共に大臣を辞し、アトリー内閣を去った。
台湾問題については、アメリカによる内政干渉と見なした。保守党チャーチル内閣の外相アンソニー・イーデンは台湾問題について、台湾は中国（中華人民共和国）の固有の領土とする主張に異を唱え「台湾と澎湖諸島の帰属は今のところ不明確か未決定である」とする外交方針を1954年に発表した。またイーデンは「台湾は、中国大陸を支配する政権の統治下になかった」とも述べた。これに対してベヴァンは「台湾は常に中国本土に付属するものと見なされてきたが、1895年の下関条約で、台湾は日本によって中国から盗まれた。現在の国際法は他人（中華民国）が盗人（日本）から財産（台湾）を盗めば、それを保有することができるという解釈なのか」とイーデンを糾弾した。同年には英米が中心となって、東南アジア地域の防共を主眼とし、中華人民共和国を仮想敵国とした軍事同盟である東南アジア条約機構（SEATO）が結成されたが、ベヴァンは共産主義国との平和的共存は可能であるとしてSEATO の創設に強く反対した。
ベヴァンは、保守党と相容れない急進左派的主張を繰り返していたことから、保守党党首のウィンストン・チャーチルは「スーダン、アーバーダーン、ベヴァン」は現在イギリスが直面している三大惨事だと述べた。（「スーダン」と「アーバーダーン」は、アトリー内閣が北アフリカや中近東での反英闘争を積極的に抑え込まなかったことを指す。）

## 人物
労働党の最左派に属するベヴァンは、あらゆる平等を主張しブルジョワ的なものを嫌っていた。国王ジョージ6世が、首相のアトリーとその閣僚、及び配偶者を晩餐会へ招待し、それが催されたが、ベヴァン夫妻は平服で出席した。首相のアトリーは事前にそのことを知り、ドレスコード通りの正装をするようベヴァンに強く求めたが、全く耳を貸そうとしなかった。
左派に属していたものの、自身の社会理念にも現れたように古典的マルクス主義には否定的だった。
ベヴァンはウェールズ出身の最も著名な政治家の一人である。2004年には、福祉国家の成立に貢献した彼の業績を讃えて、「ウェールズの100人の英雄」の1位に選ばれた。